# Sapacitabine
Sapacitabine é um fármaco em fase de testes que poderá ser utilizado nas leucemia mieloide aguda (LMA), câncer de pulmão, síndromes mielodisplásicas e disfunções da medula. Recebeu título de medicamento órfão para tratamento de disfunção da medula óssea e LMA por autoridades de saúde dos Estados Unidos.